# The Sisters (Antarktika)
The Sisters (englisch für Die Schwestern) waren eine aus zwei Klippenfelsen bestehende Inselgruppe vor Kap Adare, der Nordspitze der Adare-Halbinsel im Norden des ostantarktischen Viktorialands. Zu dieser Gruppe gehörten der Rose Rock und der zwischen 2003 und 2006 untergegangene Gertrude Rock.
Teilnehmer der Southern-Cross-Expedition (1898–1900) unter der Leitung des norwegischen Polarforschers Carsten Egeberg Borchgrevink kartierten und benannten die Gruppe. Die Einzelbenennung der Felsen erfolgte dagegen bei der Terra-Nova-Expedition (1910–1913) unter der Leitung des britischen Polarforschers Robert Falcon Scott.